# Carmen (film van Raoul Walsh)
Carmen is een Amerikaanse dramafilm uit 1915 onder regie van Raoul Walsh. De film is wellicht zoekgeraakt.

## Verhaal
Een Spaanse soldaat wordt verliefd op een vurige zigeunerin. Hun passie leidt tot zijn ondergang.

## Rolverdeling

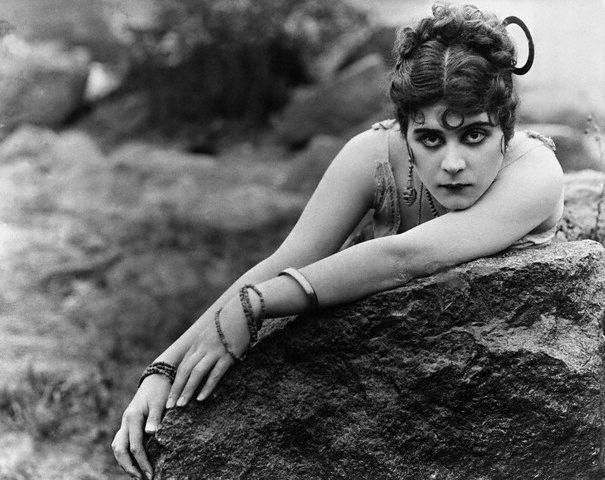
Theda Bara als Carmen

| Acteur          | Personage        |
| --------------- | ---------------- |
| Theda Bara      | Carmen           |
| Einar Linden    | Don José         |
| Carl Harbaugh   | Escamillo        |
| James A. Marcus | Dancaire         |
| Emil De Varney  | Kapitein Morales |
| Elsie MacLeod   | Michaela         |
| Fay Tunis       | Carlotta         |